# ده حاجی (ازنا)
ده حاجی روستایی از توابع بخش جاپلق شهرستان ازنا در استان لرستان ایران است.

## جمعیت
این روستا در دهستان جاپلق غربی قرار دارد و بر اساس سرشماری مرکز آمار ایران در سال ۱۳۸۵، جمعیت آن زیر سه خانوار بوده‌است.
یکی از روستاهای مهم دهستان جاپلق غربی، ده حاجی است که به نام (کهریزده حاجی) معروف است و هم‌اکنون در حال تخریب می‌باشد و تنها با وجود یک خانواده دو نفره برقرار است

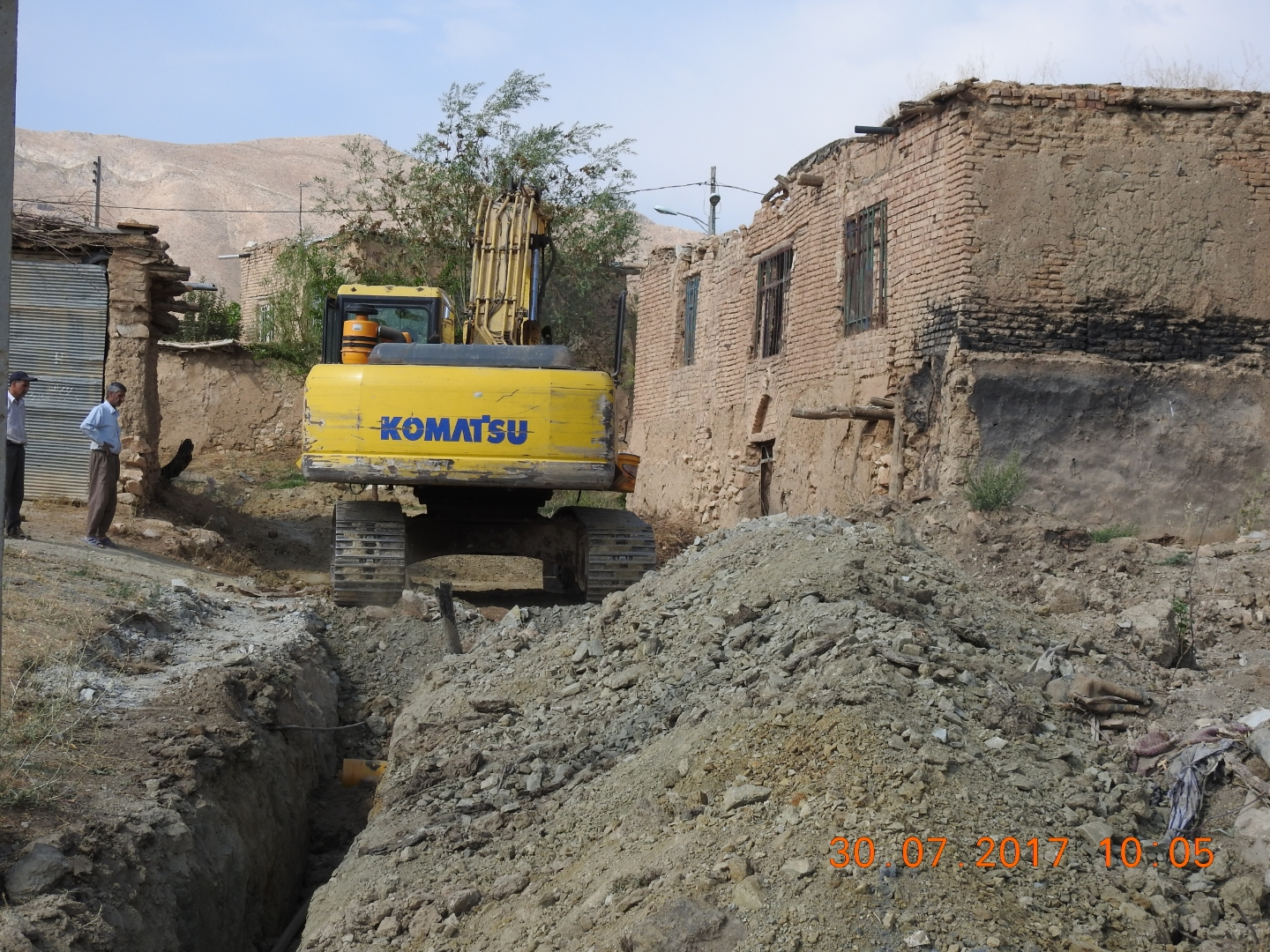
ده حاجی
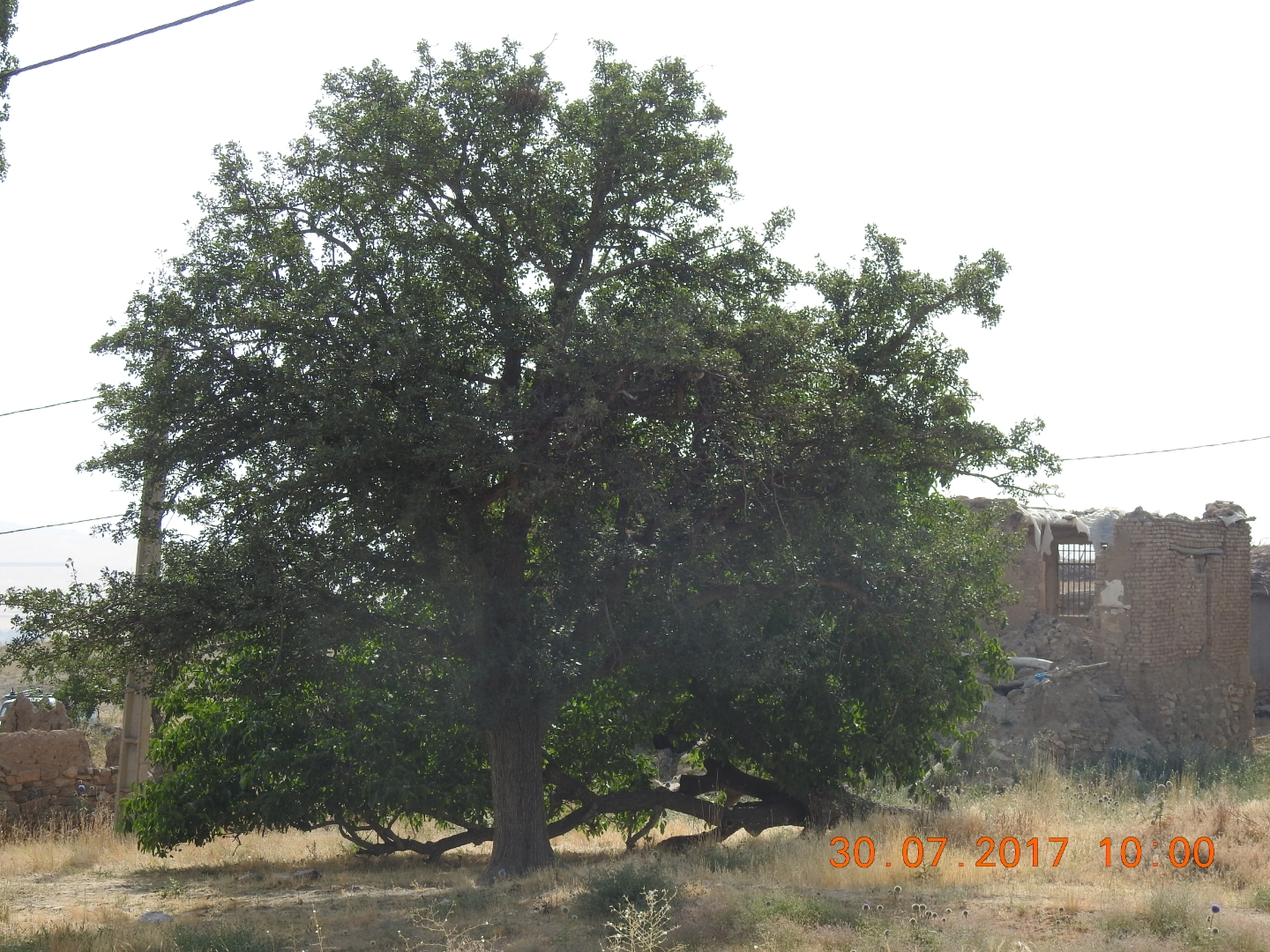